# Франческо Граначчі
Франческо Граначчі (італ. Francesco Granacci, 23 липня 1469 — 30 листопада 1543) — італійський художник епохи Відродження.

## Життя і творчість
Народився у Вольтеррі, Італія. Франческо навчався в майстерні Доменіко Гірландайо і допомагав йому в написанні картин, використовуючи замість темпери олійні фарби. Граначчі брав участь у розписі флорентійського Сан-Марко на замовлення Лоренцо Медічі. Пізніше він працював з Леонардо да Вінчі, Мікеланджело і Рафаелем.
У 1508 році Граначчі вирушив до Риму, де разом з іншими художниками допомагав Мікеланджело в розписі Сикстинської капели.
У 1515 році брав участь у створенні декорацій до святкування з нагоди візиту до Флоренції папи римського Лева X. 1519 року написав картину «Мадонна з немовлям і Святим Іоанном Хрестителем» (італ. Madonna and Child with St. John the Baptist).
Роботи художника 1520—1525-х років демонструють прямий вплив Фра Бартоломео і Філіппіно Ліппі.
Граначчі похований у церкві Святого Амвросія у Флоренції.

## Галерея

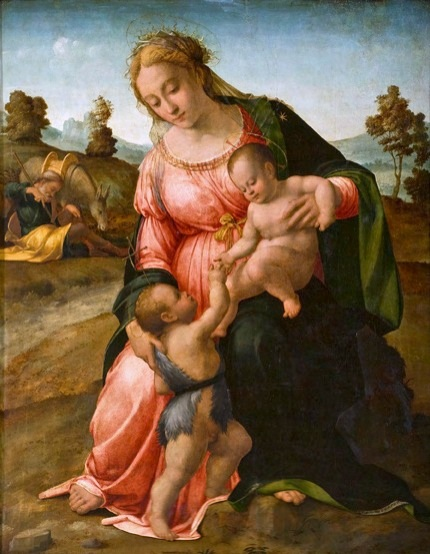
«Мадонна з немовлям і Святим Іоанном Хрестителем». Художній музей Понсе, США
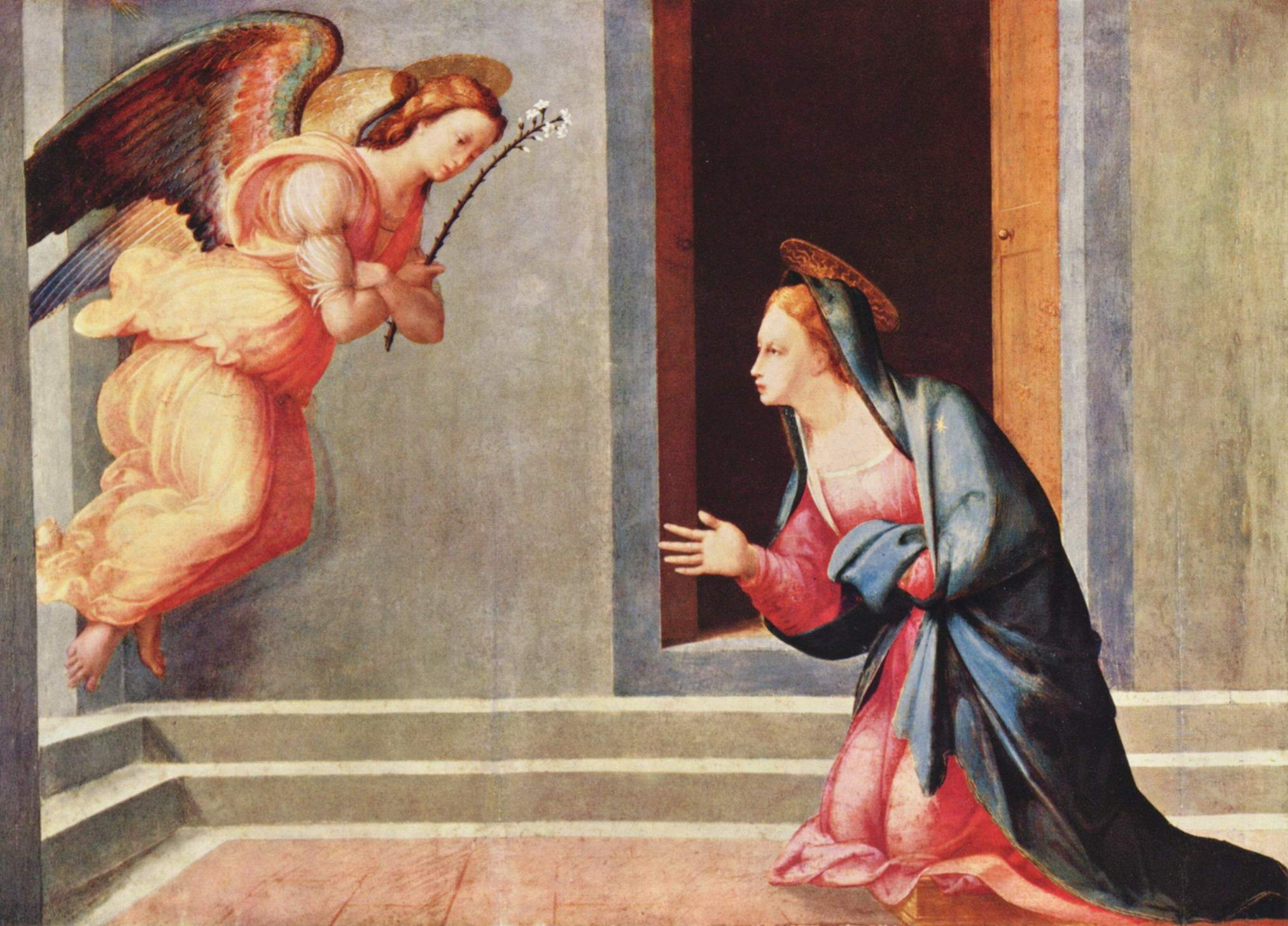
«Благовіщення»
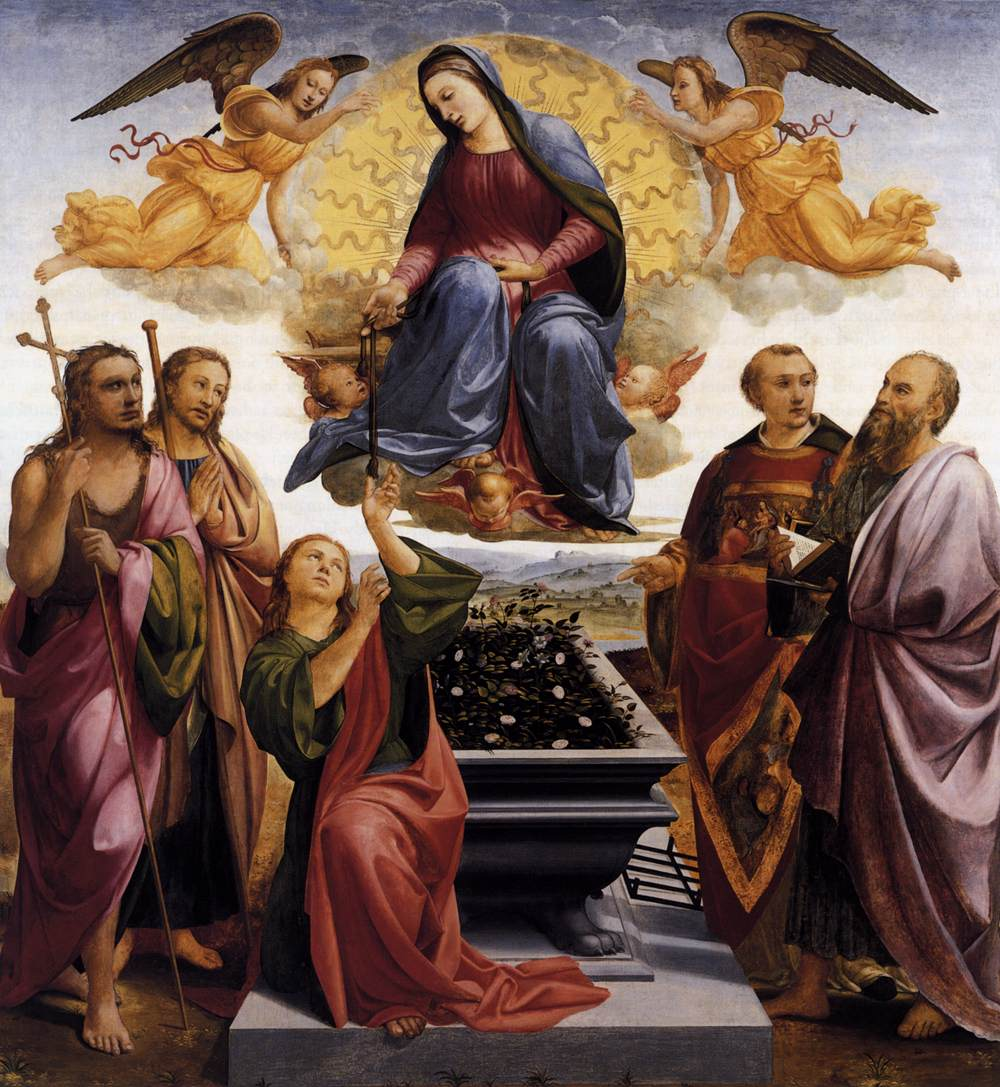
«Успіння Богородиці»
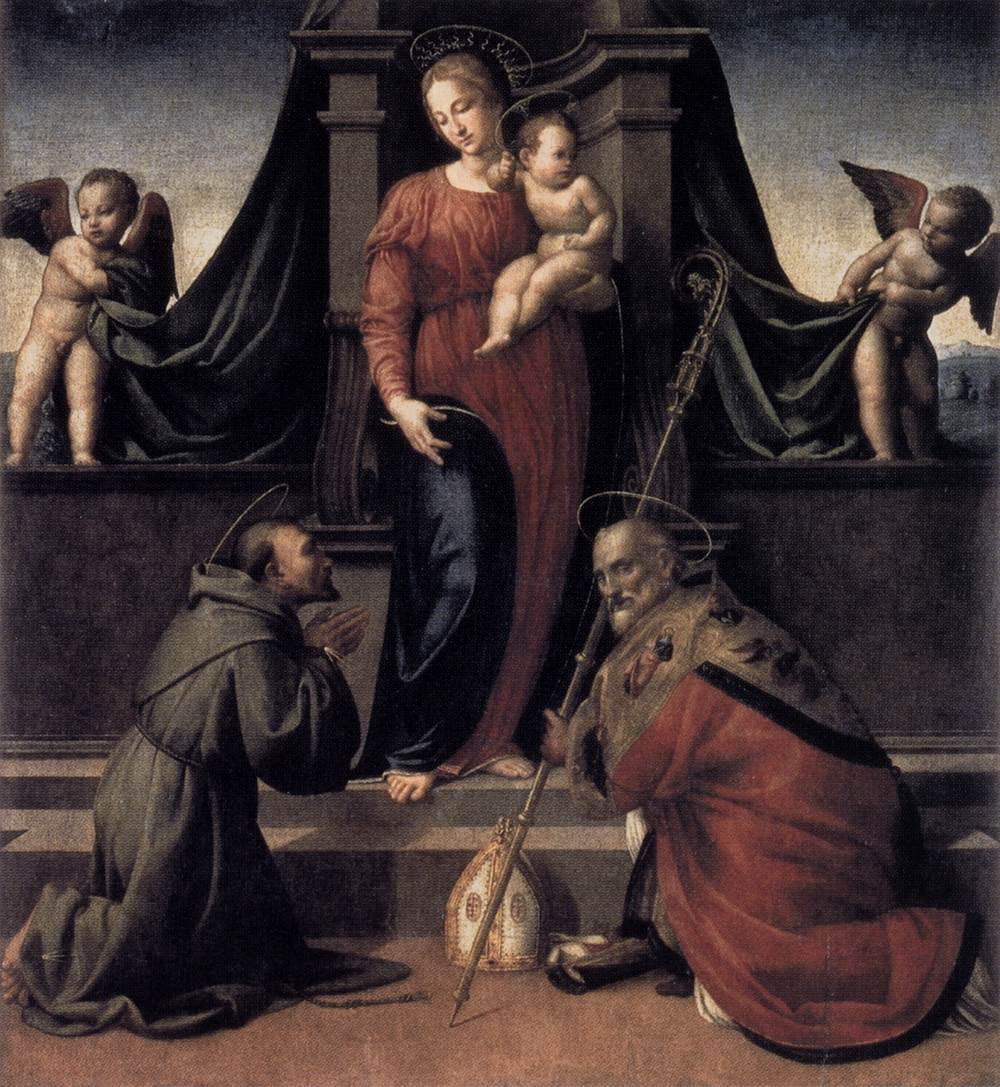
«Мадонна з немовлям і святими»
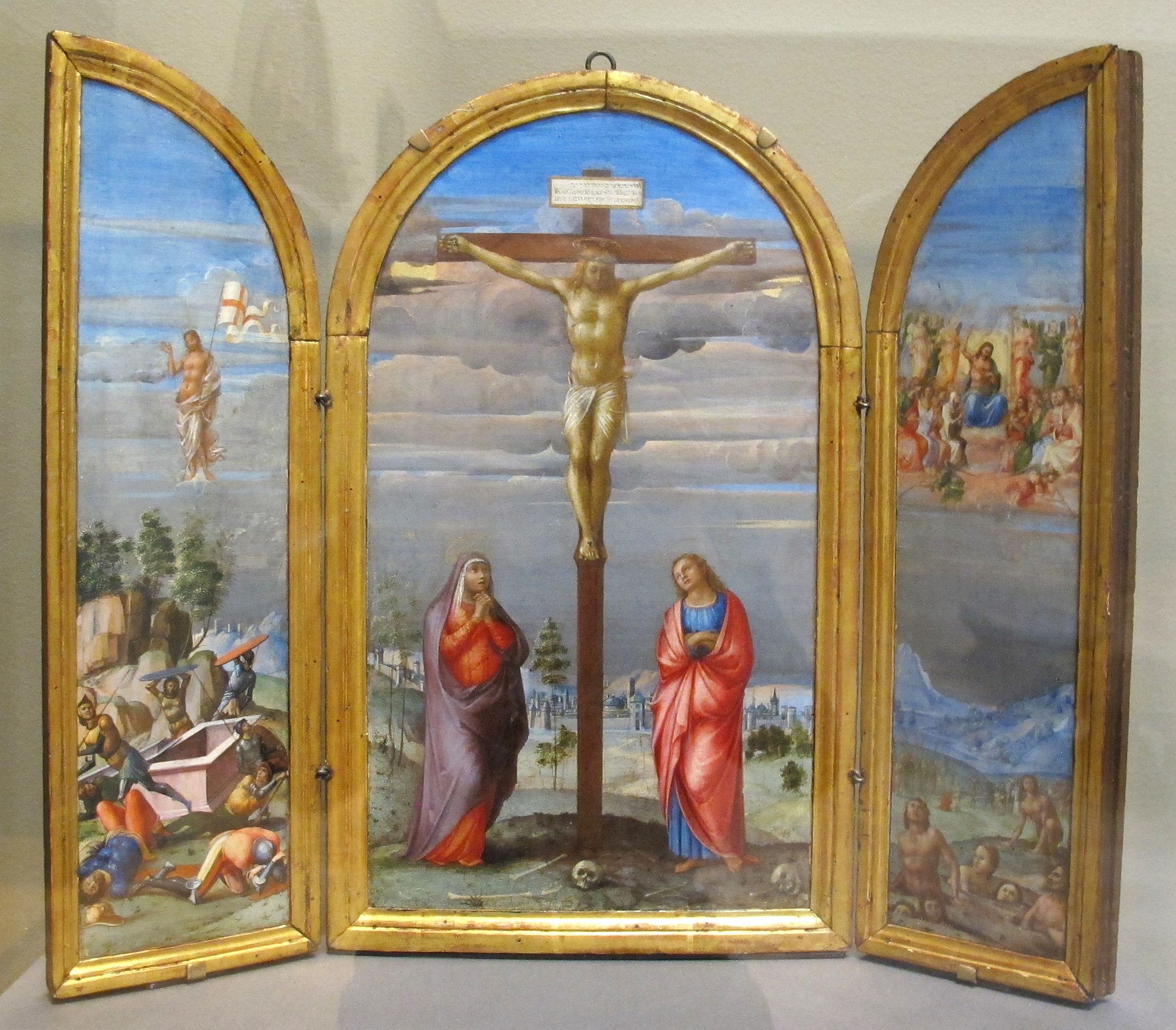
«Розп'яття»
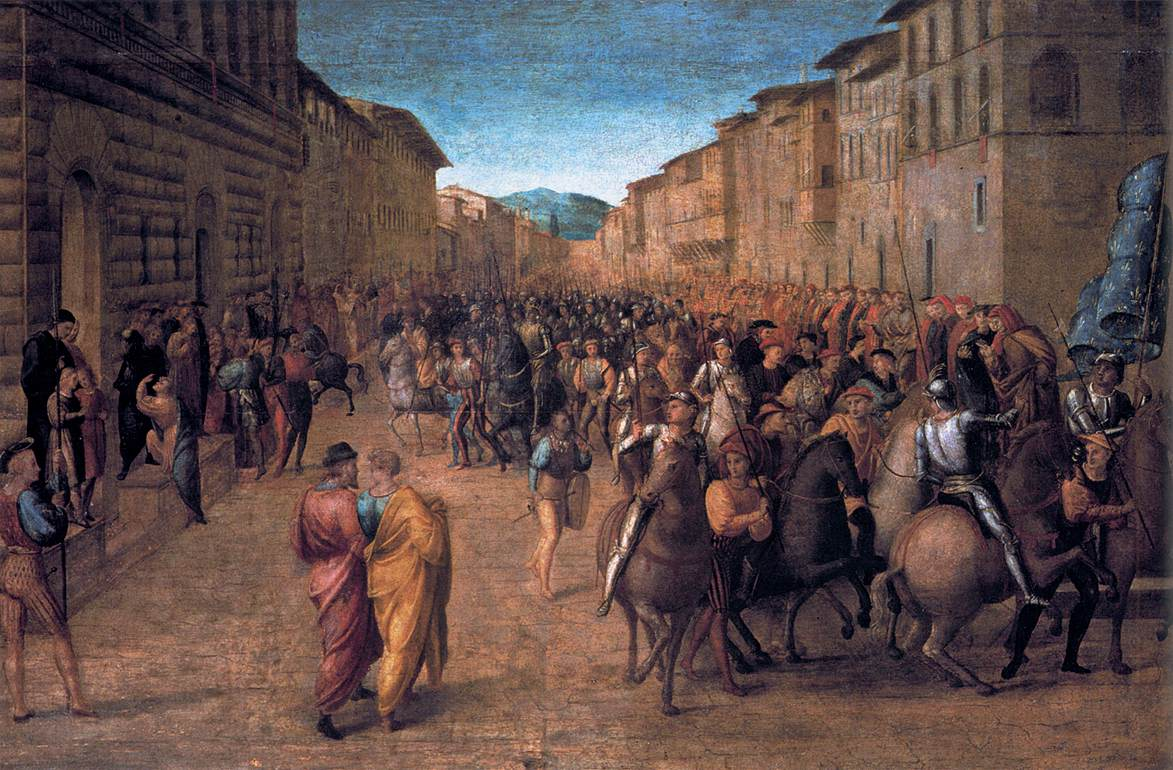
«Прибуття у Флоренцію короля Франції  Карла VIII»
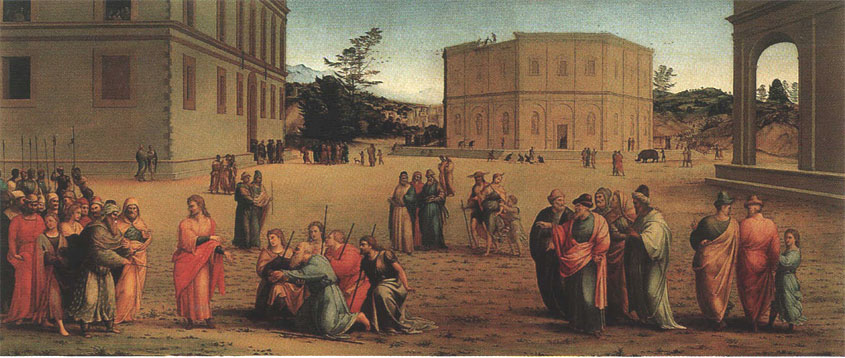
«Йосип представляє свого батька і братів фараонові». Галерея Уффіці, Флоренція
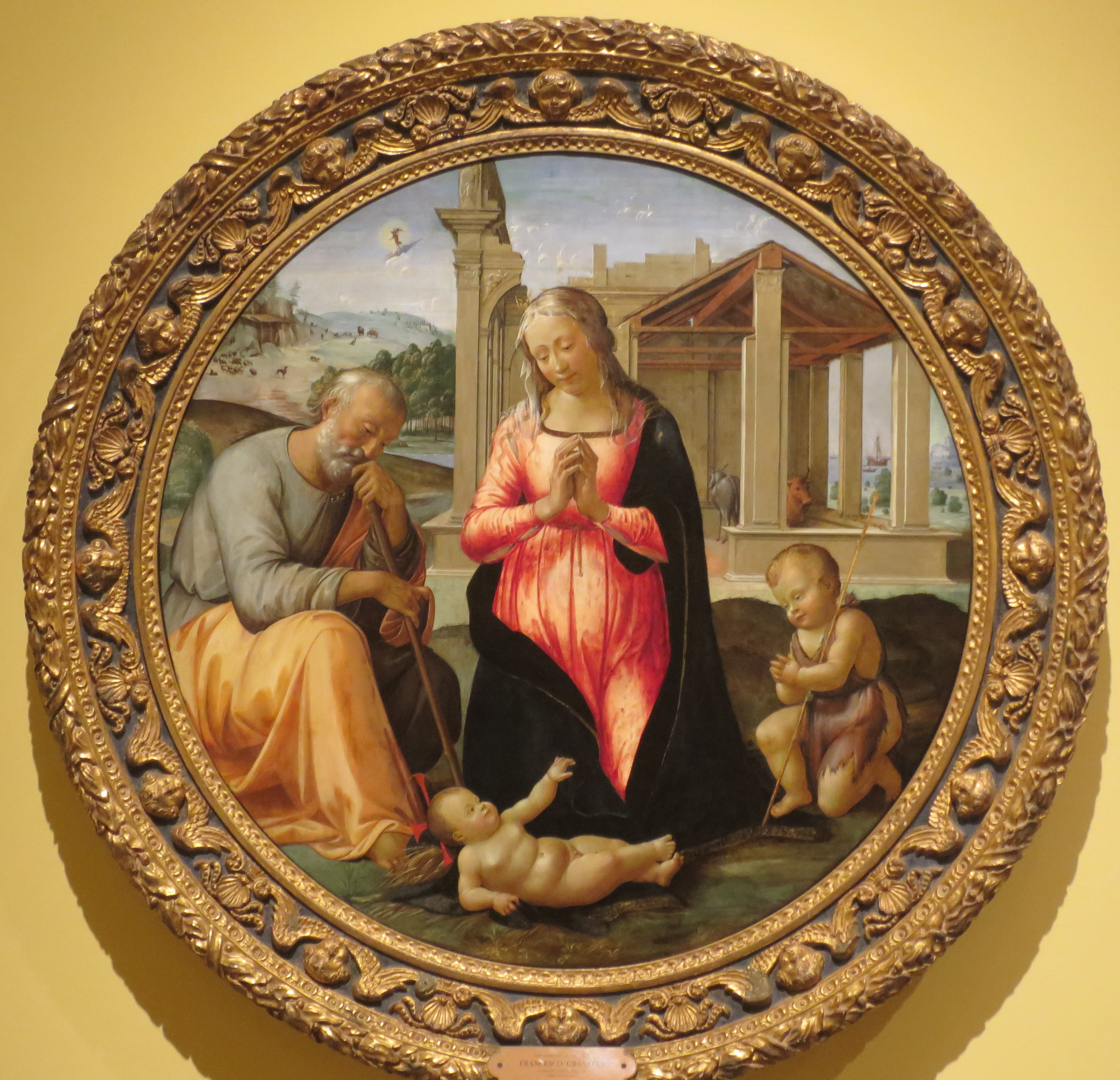
«Поклоніння немовляті Христу», Музей мистецтв Гонолулу